# Jinshazhou
La isla Jinshazhou (en chino simplificado, 金沙洲) es una isla localizada entre las ciudades de Cantón y Foshan en la provincia de Cantón, al sur de China. Cubre una superficie total de unos 27 km². Considerada como la metrópolis de Cantón y Foshan, Jinshazhou se encuentra al noroeste de la primera, con el río Baisha en su este, y Lishui (里水), Zhoucun (洲村), Baishacun (白沙村) del distrito de Nanhai, Foshan, en su norte, oeste y sur.
La isla es administrada tanto por el distrito de Baiyun, de Guangzhou, y Huangqi (黄歧) y Lishui del distrito de Nanhai, de Foshan. Su parte occidental, que pertenece a Guangzhou ocupa aproximadamente 1/3 de su superficie total (es decir, unos 9 km²). Esta parte ha sido una de las zonas de desarrollo a gran escala de Cantón.